# Henri Massé (syndicaliste)
Pour les articles homonymes, voir Henri Massé et Massé.
 (décembre 2017).
Si vous disposez d'ouvrages ou d'articles de référence ou si vous connaissez des sites web de qualité traitant du thème abordé ici, merci de compléter l'article en donnant les références utiles à sa vérifiabilité et en les liant à la section « Notes et références ».
Henri Massé, né en 1946 à Roquemaure, Québec, Canada, est un syndicaliste canadien (québécois).

## Biographie
Il est issu d'une famille de 13 enfants, fils d'un père qui fut commissaire scolaire et maire de la ville de La Sarre. 
Il fait sa scolarité au cours classique, où il est élu président du conseil des élèves et des jeunesses catholiques, puis à l'Université de Montréal en relations industrielles d'où il décroche un baccalauréat. En 1968 il fait son entrée dans le monde syndical en devenant conseiller au Syndicat canadien de la fonction publique (SCFP) dans la section locale 301 représentant les cols bleus de Montréal. Il y représentera les employés étudiants travaillant à la prolongation de l'Exposition universelle de 1967 tenue à Montréal (Expo 67).
Il devient directeur Général du SCFP et en 1993 il est élu secrétaire général de la Fédération des travailleurs du Québec sous la présidence de Clément Godbout. En 1998, il succède à ce dernier et  devient président de la centrale, élu à l'unanimité. Son leadership ne sera pas remis en question lors des congrès subséquents.
Selon l'ex-ministre Marc Bellemare, Henri Massé aurait joui d'un grand pouvoir politique, au point d'être surnommé le « leader secret » du gouvernement. Il donne son appui au Parti québécois aux élections générales québécoises de 2007[réf. nécessaire].
En décembre 2007, Michel Arsenault, son dauphin, lui succède à la tête de la Fédération des travailleurs et travailleuses du Québec (FTQ).